# Opmeer

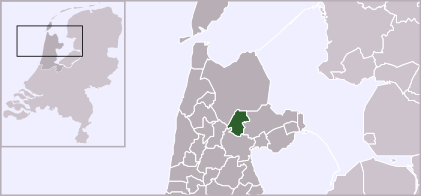
Opmeers läge

Opmeer är en kommun i provinsen Noord-Holland i Nederländerna. Kommunens totala area är 41,98 km² (där 0,32 km² är vatten) och invånarantalet är på 11 201 invånare (2004).